# Pachymenes vorticosus
Pachymenes vorticosus är en stekelart som beskrevs av Giordani Soika. Pachymenes vorticosus ingår i släktet Pachymenes och familjen Eumenidae. Inga underarter finns listade i Catalogue of Life.